# یخچال طبیعی هوکر (نیوزیلند)
یخچال طبیعی هوکر (به لاتین: Hooker Glacier) یک یخچال طبیعی در نیوزیلند است که در Mackenzie District واقع شده‌است.